# Confédération générale des entreprises du Maroc
La Confédération Générale des Entreprises du Maroc ou CGEM (en arabe: الاتحاد العام لمقاولات المغرب), est une organisation patronale au Maroc fondée en 1947. Elle est l'un des principaux représentants du secteur privé auprès des pouvoirs publics, des partenaires sociaux et des médias.
Elle affirme s'exprimer au nom de 90 000 chefs d'entreprises, dont 95% de petites et moyennes entreprises, et veiller à assurer un environnement économique favorable pour le développement des entreprises.
Le mode de scrutin de la CGEM ne repose pas sur le principe « une entreprise, une voix », mais sur le chiffre d'affaires, ce qui donne une forte influence aux grandes entreprises. 
Depuis janvier 2020, son président est Chakib Alj, dirigeant de Cap Holding.

## Historique
Depuis sa création en 1947 et jusqu'aux années 1960, la CGEM est l'apanage des patrons européens tandis que le patronat marocain s'était organisé depuis les années 1930, autour du GIM, groupement des industriels du Maroc.
À partir de la fin des années 1960, il y a donc eu la marocanisation de la CGEM avec notamment l’intégration du groupement des industriels du Maroc (GIM) en 1969, et pour mieux défendre les intérêts de l'entreprise, la CGEM et le GIM ont fusionné sous la présidence de Mohamed Amor
Le GIM est alors présidé par M. Abderrahmane BENNANI SMIRES qui représentait le patronat de souche marocaine. L'unification du patronat du Maroc renforce la CGEM.

### Période 2006-2009: Période MHE
Entre Juin 2006 et mai 2009, la CGEM est dirigée par Moulay Hafid Elalamy

### 2009-2012: Période Horani
Entre Juin 2009 et mai 2012, elle est dirigée par Mohamed Horani

### 2012-2018: Période Bensaleh-Chaqroun
Entre Mai 2012 et mai 2018, elle est dirigée par Miriem Bensaleh-Chaqroun

### 2018-2019: Période Mezouar-Mekouar
À la suite des élections du 22 mai 2018, Miriem Bensaleh-Chaqroun laisse sa place au duo Salaheddine Mezouar et Faycal Mekouar, respectivement Président et Vice-Président de la CGEM.
C'est le milliardaire Said El Alj qui aurait sponsorisé financièrement la candidature de Salaheddine Mezouar. En 2019, Salaheddine Mezouar démissionne après des déclarations polémiques ,.

### 2020: Période Alj-Tazi
Le 22 janvier 2020, Chakib Alj a été élu président de la CGEM avec 4112 voix sur 4275 voix[réf. nécessaire].
L'assureur Ahmed Mehdi Tazi (Belasur) devient son Vice-Président .
Chakib Alj est un minotier (Moulins de Berrechid, Moulins du Maghreb), un importateur de céréales (Gromic), et un promoteur immobilier (Kasbah Resort de Marrakech, Jardins du Belvédère et Hôtel Dawliz à Casablanca).  
En septembre 2020, la présidence de la CGEM a créé une commission Afrique afin de renforcer les relations économiques avec les pays Africains. Son président est Abdou Diop.
En janvier 2021, la Fédération marocaine de l’industrie et de l’innovation pharmaceutiques (FMIIP) intègre la CGEM et a un siège dans son conseil d'administration.

## Mission
La Confédération générale des entreprises du Maroc (CGEM) assure la représentation et la promotion des entreprises membres agissant dans différents secteurs et de différentes tailles.

## Groupe CGEM à la Chambre des conseillers
La Confédération générale des entreprises du Maroc (CGEM) dispose depuis, le mois d’octobre 2015, d’un groupe parlementaire à la Chambre des Conseillers. Composé de huit conseillers, le « Groupe CGEM » travaille avec l’ensemble des composantes de la Chambre des conseillers dans l’objectif de défendre le développement de l’entreprise marocaine, conformément à la ligne de conduite que la Confédération s’est fixée. Résolue à apporter une contribution active à la vie législative du Maroc et à faire entendre la voix de l’entreprise marocaine au sein du Parlement, la CGEM, via son groupe parlementaire, participe activement à la gouvernance et aux travaux des Commissions permanentes de la Chambre des conseillers. Le « Groupe CGEM » à la Chambre des Conseillers est composé de 8 conseillers, tous, sans appartenance politique (SAP).
À rappeler qu’à fin juillet 2015, la CGEM avait été consacrée « Organisation professionnelle des employeurs la plus représentative ». Cette représentativité s’est illustrée lors du scrutin organisé par la CGEM, le 9 septembre 2015, à travers la mobilisation des grands groupes et des PME, dans l’ensemble des régions du Royaume.
En septembre 2020, le conseil d'administration annonce la nomination de huit présidents de conseils d’affaires: USA, Tunisie, Qatar, Jordanie, Allemagne, Chine, Arabie saoudite et les pays signataires de l’accord d’Agadir.

## Présidents
- 1955-1959 : Marcel Conchon (réélu le 5 avril 1956, le 25 mars 1957 et le 16 juin 1958)
- 1959-1962 : Lorrain Cruse (réélu le 19 avril 1960, le 17 avril 1961 et le 24 mai 1962)
- 1963-1965 : George Nestrenko (réélu le 11 mai 1964)
- 1966-1967 : Jean Imberti
- 1967-1969 : Robert Savin (réélu le 24 juin 1968)
- Octobre 1969 - juillet 1984 : Mohamed Amor
- Juillet 1984 - décembre 1984 : Mohamed Drissi Kaitouni (décédé en décembre 1984)
- Décembre 1984 - juillet 1985 : Farouk Benbrahim (par intérim)
- Juillet 1985 - juin 1988 : Bensalem Guessous
- Juillet 1988 - juin 1994 : Abderrahman Bennani Smires[13]
- Juillet 1994 - juin 2000 : Abderrahim Lahjouji
- Juin 2000 - juin 2006 : Hassan Chami
- Juin 2006 - mai 2009 : Moulay Hafid Elalamy
- Juin 2009 - mai 2012 : Mohamed Horani [14]
- Mai 2012 - mai 2018 : Miriem Bensaleh-Chaqroun[15],[16]
- Mai 2018 - octobre 2019 : Salaheddine Mezouar[17]
- 28 octobre 2019 - janvier 2020 : Mohamed Bachiri  (président par intérim)
- Depuis le 23 janvier 2020 : Chakib Alj[18].

## Anciennes appellations
Depuis sa création, la CGEM a changé plusieurs fois de nom :
- 20 octobre 1947 : Confédération générale du patronat au Maroc (CGPM)
- 5 avril 1956 : Confédération générale interprofessionnelle économique et sociale (CGIES) (fin du protectorat français)
- 16 avril 1956 : Confédération générale économique marocaine (CGEM)
- Depuis 1995 : Confédération générale des entreprises du Maroc (CGEM)[19].